# 北海道道14号厚岸標茶線
北海道道14号厚岸標茶線（ほっかいどうどう14ごう あっけししべちゃせん）は、北海道厚岸郡厚岸町より川上郡標茶町に至る道道（主要地方道）である。

## 概要

### 路線データ
- 起点：北海道厚岸郡厚岸町白浜3丁目（国道44号・北海道道425号厚岸停車場線交点）
- 終点：北海道川上郡標茶町常盤2丁目（国道391号交点）
- 総延長：37.843 km[1]
- 実延長：36.856 km[1]
- 重用延長：0.987 km[1]

## 歴史
- 1954年（昭和29年）3月30日 - 33号として路線認定[2]。
- 1993年（平成5年）5月11日 - 建設省から、道道厚岸標茶線が厚岸標茶線として主要地方道に指定される[3]。
- 1994年（平成6年）10月1日 - 路線番号を14号に変更[4]。

## 路線状況

### 重複区間
- 北海道道13号中標津標茶線：標茶町富士2丁目 - 標茶町旭6丁目

### 主な橋梁
- 常盤橋（釧路川）= 標茶町常盤2丁目

## 地理

### 通過する自治体
- 釧路総合振興局
  - 厚岸郡厚岸町
  - 川上郡標茶町

### 交差する道路
厚岸町
- 国道44号 - 白浜3丁目（起点）
- 北海道道425号厚岸停車場線 - 白浜3丁目（起点）
- 北海道道1128号厚岸昆布森線 - 太田5の通り
- 北海道道813号上風連大別線 - 太田北

標茶町
- 国道272号 - 中チャンベツ原野
- 北海道道13号中標津標茶線 - 富士2丁目、旭6丁目（重複）
- 国道391号 - 常盤2丁目（終点）

### 沿線にある施設など
厚岸町
- 運動公園 - 宮園3丁目

標茶町
- 標茶町茶安別農村環境改善センター - 字中チャンベツ原野
- JR北海道釧網本線標茶駅 - 旭1丁目